# Nélida Sifuentes
Nélida Sifuentes Cueto (Pampas Abajo, Bolivia; 18 de julio de 1981) es una reportera, política, senadora y dirigente sindical del movimiento indígena originario campesino de Bolivia. Fue ministra de Desarrollo Productivo y Economía Plural de Bolivia durante el tercer gobierno del presidente Evo Morales Ayma desde el 23 de enero de 2019 hasta el 10 de noviembre de 2019. 
En su trayectoria como parlamentaría, Nélida fue la vicepresidenta de la Cámara de Senadores de Bolivia desde 2013 hasta 2015 en la Asamblea Legislativa Plurinacional de Bolivia representando al departamento de Chuquisaca.

## Biografía
Nélida Sifuentes nació el 18 de julio de 1981 en la comunidad de Pampas Abajo, en el municipio de Tomina del departamento de Chuquisaca. Su padre se desempeñaba como agricultor junto con toda su familia. Creció toda su niñez y adolescencia, viviendo en el área rural. Nélida es la sexta hija de 10 hijos del matrimonio. 
En 1987 (a sus 6 años), Sifuentes comenzó sus estudios primarios en la escuelita rural de Tarabuquillo. Pero tuvo que dejar la escuela cuando cursaba el cuarto de primaria (en 1990) debido a que desde muy pequeña, Nélida empezaba a trabajar en la siembra ayudando a su padre. A pesar de sus esfuerzos de continuar con sus estudios en la escuela nocturna CEMA, no lo pudo concluir.  
El año 1996, siendo aún una adolescente (de 15 años), Nélida ingresa al sindicalismo como reportera de la radio ACLO en Chuquisaca, llegando a ser presidenta de reporteros a nivel departamental. Fue también parte de procesos de alfabetización en el departamento de Chuquisaca, capacitando a personas de la tercera edad.
En su vida sindical, Sifuentes estuvo a punto de ser ejecutiva de la Confederación Sindical Única de Trabajadores Campesinos de Bolivia de Chuquisaca (CSUTCB) perdiendo por pocos votos ante Esteban Urquizu. Desarrolló también actividades desde las organizaciones sociales como Subcentralía, Centraría Provincial y la Federación Única de Pueblos Originarios de Chuquisaca (F.U.T.P.O.CH.).   
Ocupó también cargos importantes de secretaria en diferentes organizaciones sociales e instituciones municipales y prefecturales. Llegó a ser también ejecutiva provincial de la Provincia Tomina en el departamento de Chuquisaca.
El año 2003 (a sus 22 años) fue secretaria  general de la provincia Tomina. Desde 2004 hasta 2006, fue ejecutiva de la provincia Tomina y secretaria general de F.U.T.P.O.CH. El año 2006 ingresó como dirigente junto con todas las bases del MAS-IPSP como funcionaria en la prefectura de Chuquisaca.

## Carrera política

### Senadora de Bolivia (2010-2015)
En 2009 fue elegida senadora de Bolivia por el partido del Movimiento al Socialismo (M.A.S - I.P.S.P) representando al departamento de Chuquisaca en la Asamblea Legislativa Plurinacional de Bolivia. Asumió el cargo de senadora el 22 de enero de 2010, a sus 29 años de edad.
Fue la Vicepresidenta de la Cámara de Senadores de Bolivia desde 2013 hasta 2015.

### Senadora de Bolivia (2015-2019)
El año 2015, fue nuevamente reelecta como senadora en representación del Departamento de Chuquisaca.

### Ministra del Desarrollo Productivo de Bolivia (2019)
El 23 de enero de 2019, Nélida Sifuentes fue designada como ministra de Desarrollo Productivo del país por Evo Morales Ayma.
| Predecesor: Eugenio Rojas Apaza | Ministra de Desarrollo Productivo y Economía Plural de Bolivia 23 de enero de 2019 - 10 de noviembre de 2019 | Sucesor: Wilfredo Rojo Parada |